# María Meléntieva
María Vladímirovna Meléntieva (en ruso: Мари́я Влади́мировна Меле́нтьева; Pryazha, RASS de Carelia, 24 de enero de 1924 - Topornaya Gora, RASS de Carelia, 2 de julio de 1943) fue una partisana soviética de la Carelia Oriental, a la que se le concedió póstumamente el título de Heroína de la Unión Soviética el 25 de septiembre de 1943 por sus actividades en la resistencia contra la ocupación nazi.

## Biografía
María Meléntieva nació el 24 de enero de 1924 en el pequeño pueblo de Pryazha de la RASS de Carelia, en el seno de una familia de campesinos. Después de graduarse de la escuela secundaria en su pueblo y completar los cursos de enfermería, trabajó como enfermera en un hospital en Seguezha, raión de Seguezha. Era miembro del Komsomol y disfrutaba practicando varios deportes, al igual que su futura colega en la resistencia Anna Lisitsyna.

### Segunda Guerra Mundial
Las actividades partisanas de Meléntieva comenzaron en 1942. El 15 de junio, Meléntieva fue con su compañera Anna Lisitsyna y otros seis miembros del Komsomol al distrito de Sheltozerski, que en ese momento, estaba controlado por el Eje para llevar a cabo una misión de reconocimiento y establecer una organización clandestina del Komsomol. Cuando el avión que se suponía que llevaría a los partisanos de regreso a territorio controlado por los soviéticos, no pudo llegar, se les dijo a los ocho que tendrían que caminar a pie a través de las líneas enemigas para entregar los documentos que contenían la información que habían reunido sobre la ubicación de las guarniciones del Eje y los nombres de individuos que colaboraban con el Eje. Durante el cruce del río Svir helado el 3 de agosto de 1942, su amiga Anna Lisitsyna se ahogó, pero Meléntieva logró recuperar los documentos que Lisitsyna llevaba en su sombrero. Sola, Meléntieva vagó por el bosque durante cinco días sin ropa, zapatos ni comida, llevando solo el paquete de documentos con ella. El sexto día se encontró con el 272.º Regimiento de Fusileros del Ejército Rojo y pudo entregar los documentos.
En el verano de 1943 fue enviada a otra misión dentro del territorio controlado por el Eje; se suponía que debía ponerse en contacto con el comité clandestino del Komsomol que había ayudado a establecer en Sheltozerski y recoger de cualquier información que tuvieran. Después de que un informante informara de sus actividades al ejército finlandés, se produjo un enfrentamiento, con Meléntieva disparando contra las tropas finlandesas circundantes hasta que ella y los otros partisanos supervivientes fueron capturados y hechos prisioneros. Después de negarse a responder a las preguntas de los militares finlandeses, los partisanos fueron asesinados a quemarropa dentro de un sótano el 2 de julio de 1943. Más tarde fueron enterrados en Topornaya Gora, en el raión de Medvezhegorsk.

## Condecoraciones y homenaje
- Heroína de la Unión Soviética (25 de septiembre de 1943)
- Orden de Lenin (25 de septiembre de 1943)
- Orden de la Bandera Roja (25 de septiembre de 1943)

Meléntieva recibió póstumamente el título de Héroe de la Unión Soviética el 25 de septiembre de 1943 por decreto del Soviet Supremo de la URSS, el mismo día que Anna Lisitsyna. También recibió la Orden de la Estrella Roja. Su imagen aparece en la Galería de los Héroes de Petrozavodsk, una calle en Petrozavodsk fue nombrada en su honor, y hay varios monumentos y memoriales en su honor en toda la República de Carelia.

## Galería de fotos
A continuación se muestran algunos de los monumentos conmemorativos erigidos en honor de María Meléntieva.

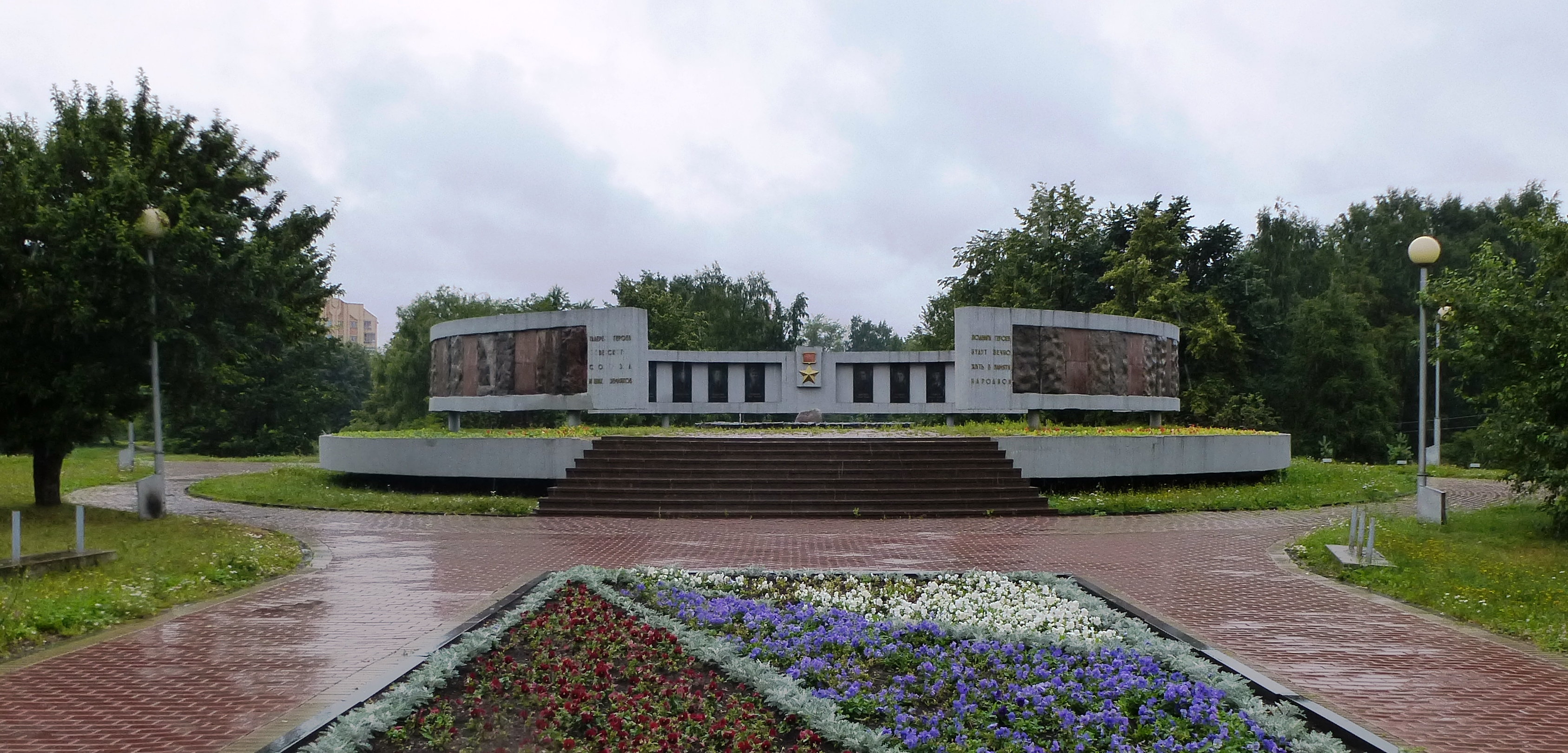
Galería de los héroes de Petrozavodsk
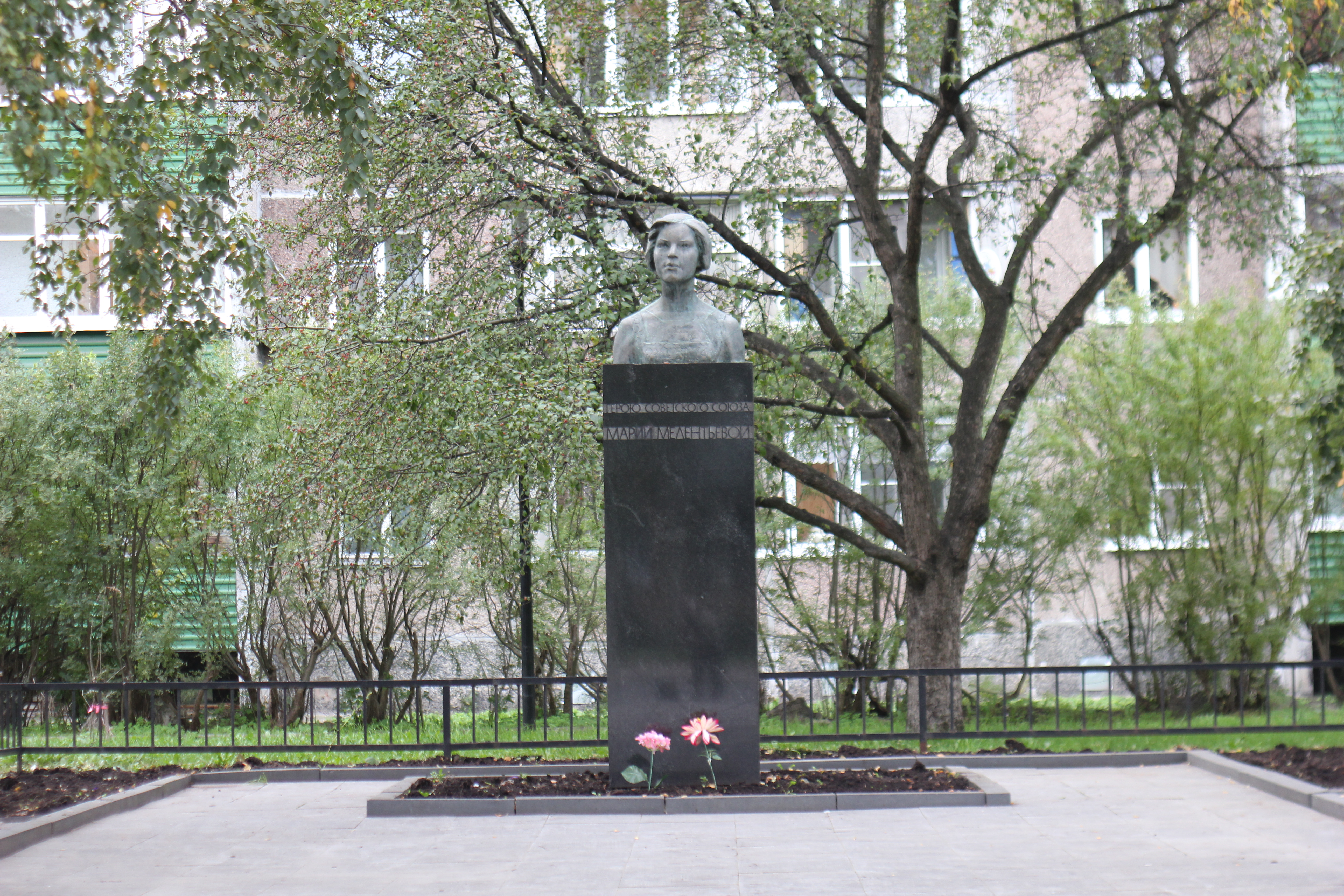
Monumento en honor a Meléntieva en la calle Meléntieva, Petrozavodsk.
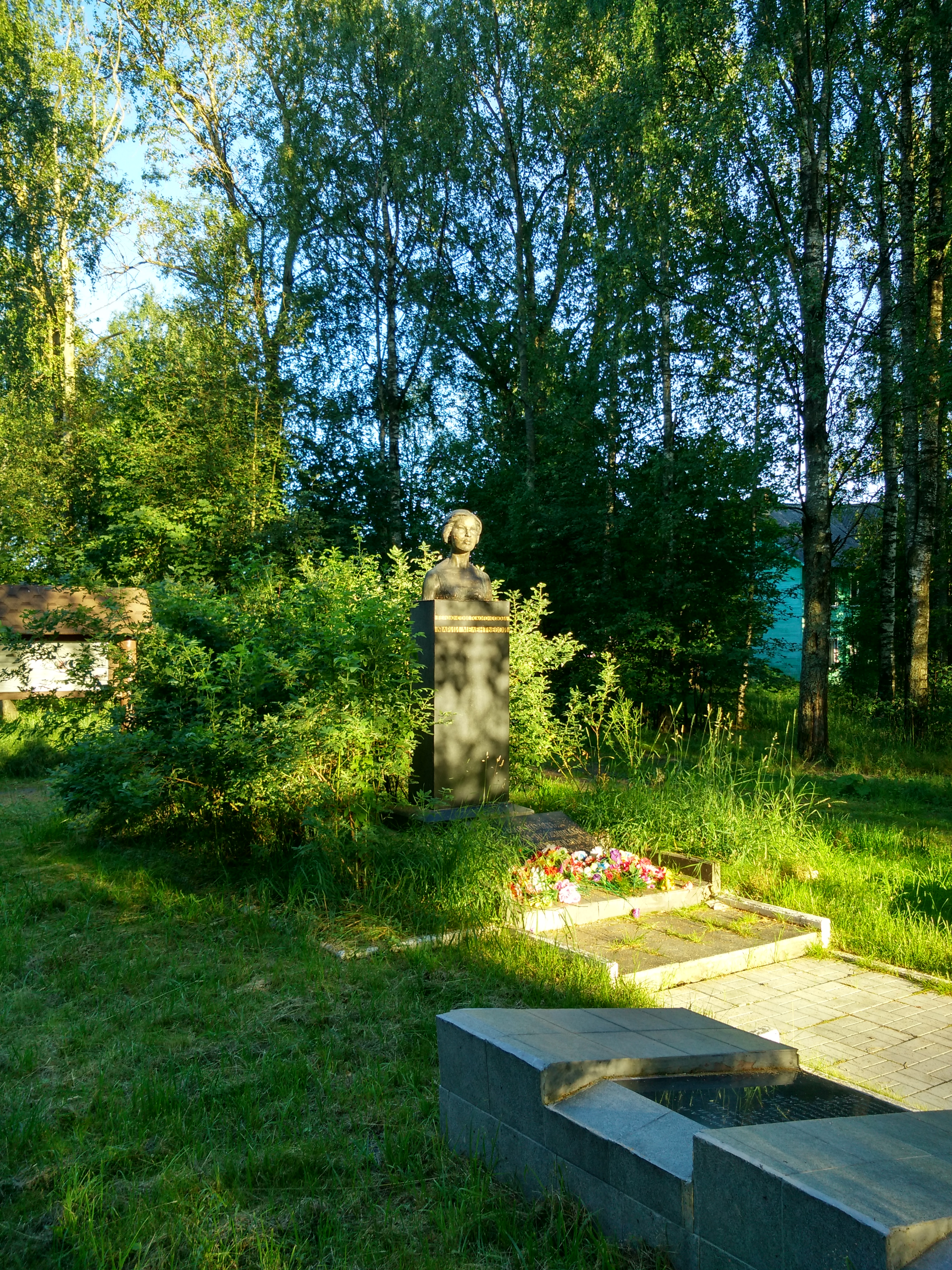
Monumento en honor a Meléntieva en el distrito de Priazhinski, Carelia
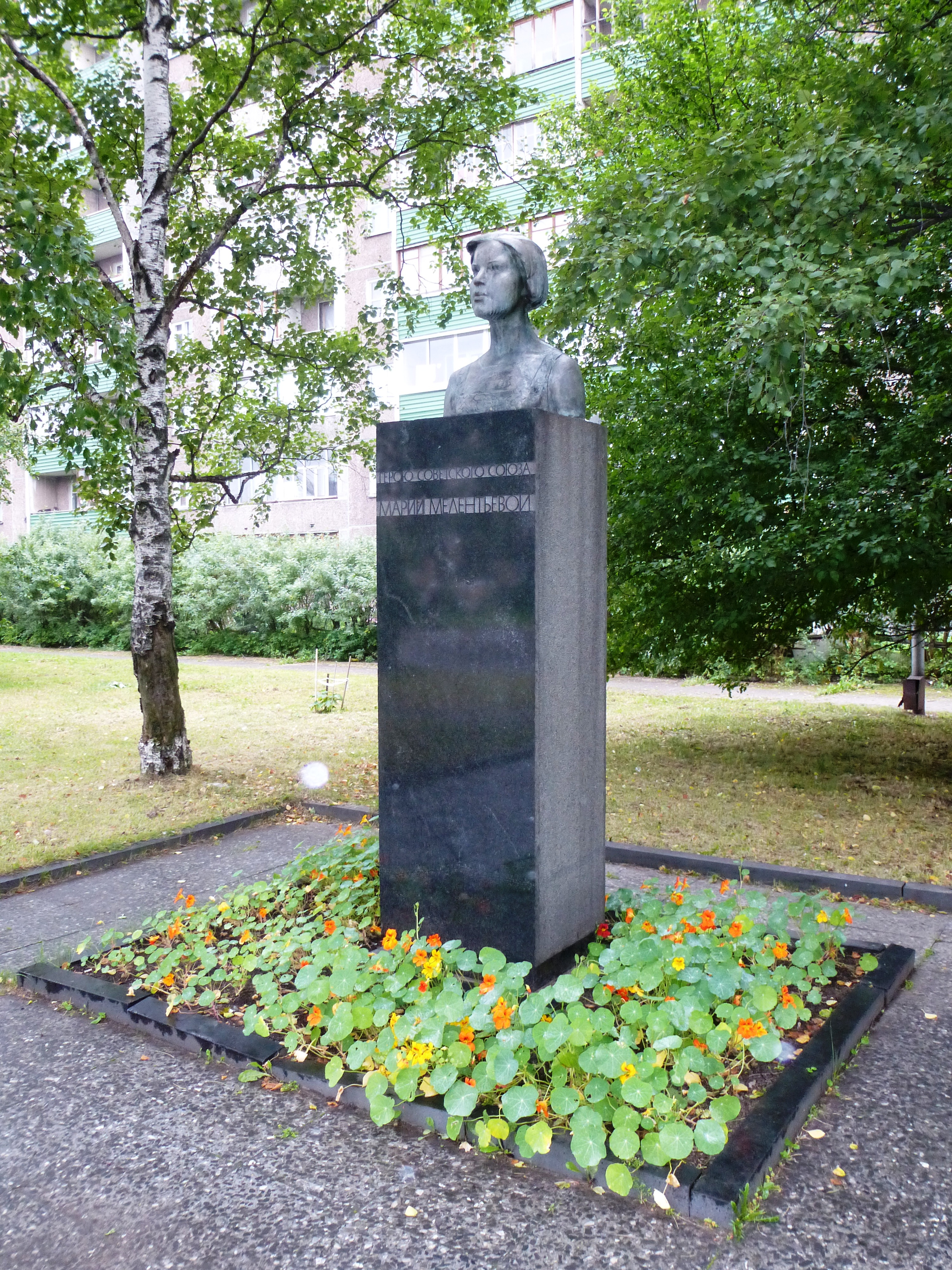
Monumento a Meléntieva en Petrozavodsk en la calle Meléntieva
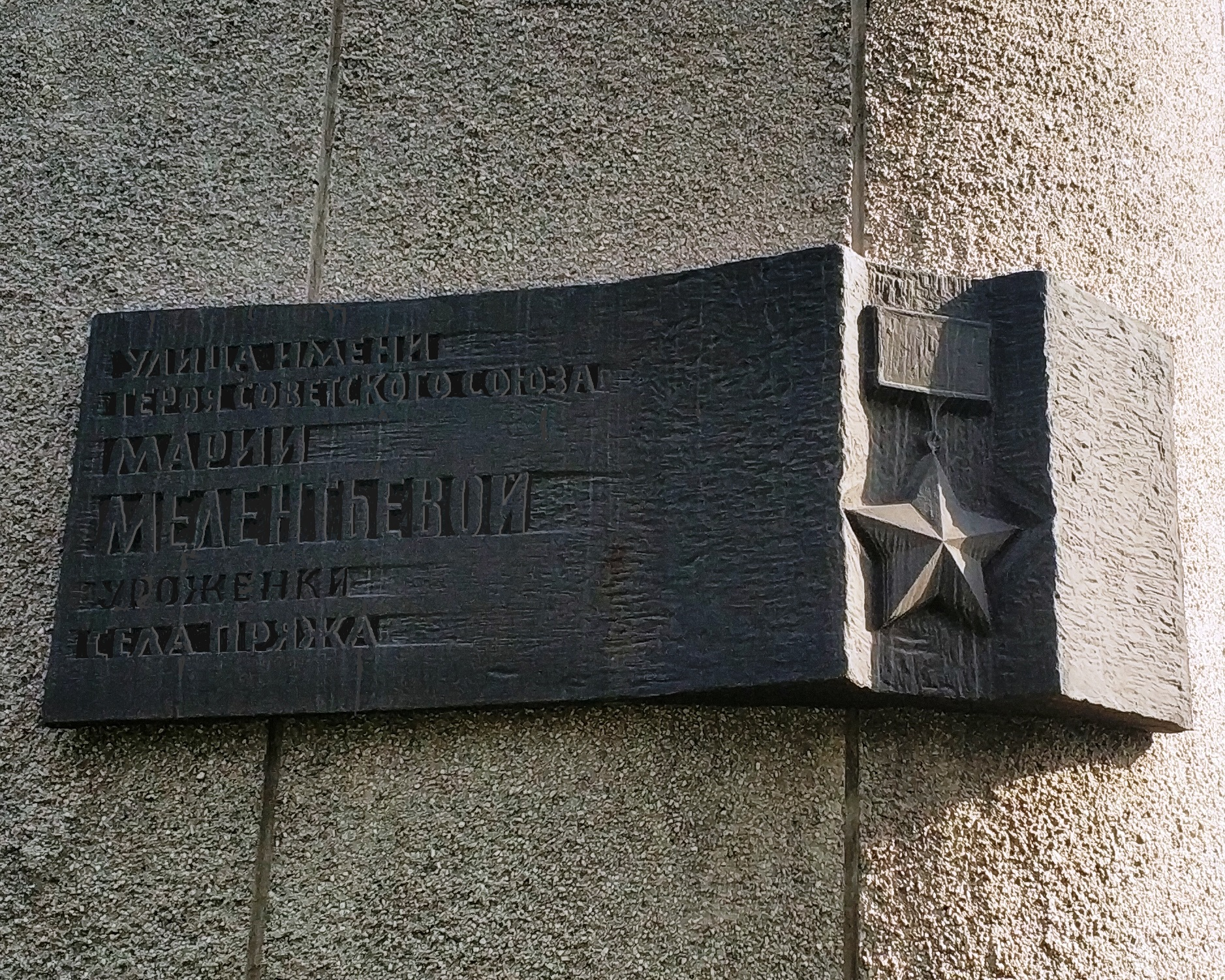
Placa conmemorativa en el edificio de la calle Meléntieva, n.º 50 en Petrozavodsk